# Liste du patrimoine mondial en Mauritanie
Cet article recense les sites inscrits au patrimoine mondial en Mauritanie.

## Statistiques
La Mauritanie ratifie la Convention pour la protection du patrimoine mondial, culturel et naturel le 2 mars 1981. Le premier site protégé est inscrit en 1989.
En 2013, la Mauritanie compte 2 sites inscrits au patrimoine mondial, 1 culturel et 1 naturel. 
Le pays a également soumis 3 sites à la liste indicative, culturels.

## Listes

### Patrimoine mondial
Les sites suivants sont inscrits au patrimoine mondial.
| Site                                                     | Région                          | Type                       | Date | Superficie (ha) | Lien | Notes | Coordonnées                         | Illus. |
| -------------------------------------------------------- | ------------------------------- | -------------------------- | ---- | --------------- | ---- | ----- | ----------------------------------- | ------ |
| Anciens ksour de Ouadane, Chinguetti, Tichitt et Oualata | Adrar, Hodh Ech Chargui, Tagant | Culturel, (iii), (iv), (v) | 1996 |                 | 750  |       | 20° 55′ 44″ nord, 11° 37′ 26″ ouest |        |
| Parc national du Banc-d'Arguin                           | Dakhlet Nouadhibou              | Naturel, (ix), (x)         | 1989 | 1 200 000       | 506  |       | 20° 14′ 06″ nord, 16° 06′ 32″ ouest |        |

### Liste indicative
Les sites suivants sont inscrits sur la liste indicative.
| Site                               | Région           | Type                            | Date | Superficie (ha) | Lien | Notes | Coordonnées                         | Illus. |
| ---------------------------------- | ---------------- | ------------------------------- | ---- | --------------- | ---- | ----- | ----------------------------------- | ------ |
| Paysage culturel d'Azougui         | Adrar            | Culturel (iii), (iv), (v), (vi) | 2001 |                 | 1545 |       | 20° 24′ 18″ nord, 13° 06′ 40″ ouest |        |
| Site archéologique de Koumbi Saleh | Hodh Ech Chargui | Culturel (iii), (iv), (v), (vi) | 2001 |                 | 1546 |       | 15° 46′ 01″ nord, 7° 58′ 01″ ouest  |        |
| Site archéologique de Tegdaoust    | Hodh Ech Chargui | Culturel (iii), (v)             | 2001 |                 | 1547 |       | 17° 25′ 01″ nord, 10° 25′ 01″ ouest |        |

### Patrimoine immatériel
Le Patrimoine immatériel nécessitant une sauvegarde urgente de L'épopée maure T’heydinne. L’épopée se compose de dizaines de poèmes mettant en avant les valeurs ancestrales qui sous-tendent le mode de vie de la communauté maure de Mauritanie et représente une manifestation littéraire et artistique de la langue hassaniya.

## Atelier Unesco 2004
Les autorités mauritaniennes font le classement suivant :
- génération 1 : villes aujourd'hui réduites à l'état de tells archéologiques : Azougui, Awdaghost, Koumbi Saleh,
- génération 2 : villes anciennes : Oualata, Tichitt, Ouadane, Chinguetti,
- génération 3 : vieux quartiers en voie d'abandon : Néma, Tidjikja, Atar, Awjaft.